# Кастане (зброя)
Кастане (kastane)  — традиційна клинкова зброя Шрі-Ланки та південної Індії, з прямим або вигнутим однолезовим клинком, довгим або коротким.

## Опис
Клинок прямий однолезовий, як у палаша, або вигнутий (шабельний), довгий або короткий (кинджальний), вузький. Вигнуті клинки мають невеликий вигин. Короткі клинки часто зустрічаються на дитячій зброї. Руків'я пряме, з відхиленим в бік леза навершям. Хрестовина має вигляд чотирьох дужок, дві з яких відігнути в бік клинка. Нижче розташована дужка з боку леза, зазвичай має більшу довжину та виконує функцію захисту пальців руки, але з навершям не з'єднується. Характерна особливість кастане — зооморфне навершя, у вигляді голови монстра, дракона, лева або змії. Подібними головами закінчуються також усі чотири дужки ефеса. Ефес часто позолочений, посріблений або цілком відлитий із срібла, може прикрашатися дорогоцінним камінням. Для виготовлення кастане часто використовували клинки європейського походження, багато з них мають клеймо Голландської Ост-Індійської компанії. Піхви дерев'яні, різьблені, часто з чеканеним металевим окуттям. Таким чином, подібні зразки кастане належать до зброї типа фіранги — європейський клинок з місцевою (індійською, цейлонською) монтировкою.

## Зображення
|                                                                                 |
| Кастане, королівство Канді, близько 1765 р. Золото, діаманти, рубіни, кришталь. |

|                                                                               |
| Кастане, королівство Канді, близько 1765 р. Срібло, золото, діаманти, рубіни. |

|                        |
| Навершя великим планом |

|                     |
| Ефес великим планом |